# UFC on ESPN: Santos vs. Teixeira
UFC on ESPN: Santos vs. Teixeira（ユーエフシー・オン・イーエスピーエヌ：サントス・バーサス・テイシェイラ、別名UFC on ESPN 17）は、アメリカ合衆国の総合格闘技団体「UFC」の大会の一つ。2020年11月7日、ネバダ州ラスベガスのUFC APEXで開催された。

## 大会概要
本大会ではチアゴ・サントスとグローバー・テイシェイラのライトヘビー級戦が組まれた。

## 試合結果

### プレリミナリーガード
第1試合 バンタム級 5分3R
○  グスタボ・ロペス vs.  アンソニー・バーチャック ×
1R 2:43 リアネイキドチョーク
第2試合 ウェルター級 5分3R
○  マックス・グリフィン vs.  ラミズ・ブラヒマイ ×
3R 2:03 TKO（耳の負傷）
第3試合 フェザー級 5分3R
○  ダレン・エルキンス vs.  ルイス・エドゥアルド・ガラゴリ ×
3R 2:22 リアネイキドチョーク
第4試合 ヘビー級 5分3R
○  アレクサンドル・ロマノフ vs.  マルコス・ホジェリオ・デ・リマ ×
1R 4:48 フォーアームチョーク
第5試合 ミドル級 5分3R
○  トレヴィン・ジャイルズ vs.  べヴォン・ルイス ×
3R 1:26 TKO（スタンドパンチ連打）

### メインカード
第6試合 女子ストロー級 5分3R
○  ヤン・シャオナン vs.  クラウディア・ガデーリャ ×
3R終了 判定3-0（29-28、29-28、29-28）
第7試合 フェザー級 5分3R
○  ギガ・チカゼ vs.  ジェイミー・シモンズ ×
1R 3:51 TKO（左ハイキック→パウンド）
第8試合 バンタム級 5分3R
○  ラオーニ・バルセロス vs.  カリッド・タハ ×
3R終了 判定3-0（30-27、30-27、30-27）
第9試合 ヘビー級 5分3R
○  アンドレイ・アルロフスキー vs.  タナー・ボーザー ×
3R終了 判定3-0（29-28、29-28、29-28）
第10試合 ライトヘビー級 5分5R
○  グローバー・テイシェイラ vs.  チアゴ・サントス ×
3R 1:49 リアネイキドチョーク

### 各賞
ファイト・オブ・ザ・ナイト：ラオーニ・バルセロス vs. カリッド・タハ
パフォーマンス・オブ・ザ・ナイト：ギガ・チカゼ、アレクサンドル・ロマノフ
各選手にはボーナスとして5万ドルが授与された。

### カード変更
負傷などによるカードの変更は以下の通り。